# Ireneusz Dobiech
Ireneusz Dobiech (ur. 17 października 1931 w Częstochowie, zm. 14 lipca 2022 w Warszawie) – polski inżynier, nauczyciel akademicki w Wojskowej Akademii Technicznej, doktor nauk wojskowych, pułkownik Wojska Polskiego.

## Życiorys
Absolwent Fakultetu Łączności Wojskowej Akademii Technicznej (1954). Stopień doktora nauk technicznych uzyskał w 1973 w macierzystej uczelni na podstawie rozprawy pt. Analiza doświadczalna procesów elektro-gazodynamicznych towarzyszących wystrzałowi, której promotorem był Sylwester Kaliski.
Przez całą karierę zawodową związany z Wojskową Akademią Techniczną. W latach 1954–1976 pracownik naukowo-dydaktyczny w Katedrze Broni Strzeleckiej Fakultetu Artyleryjskiego. Następnie w latach 1976-1987 pracował w Katedrze Strzelania i Balistyki w Wydziale Elektromechanicznym, w tym od 1976 jako kierownik Zakładu Balistyki Doświadczalnej i od 1981 jako zastępca szefa Katedry. W latach 1987–1991 kierownik Zakładu Balistyki Wewnętrznej w Katedrze Konstrukcji i Eksploatacji Uzbrojenia Klasycznego. W 1991 przeszedł w randze pułkownika w stan spoczynku.
Autor kilkunastu artykułów naukowych i skryptów, a także trzech wynalazków.
Badacz i propagator wiedzy nt. Transatlantyckiej Stacji Radiotelegraficznej, Wojskowej Akademii Technicznej oraz Bemowa.

## Odznaczenia
- Krzyż Kawalerski Orderu Odrodzenia Polski
- Złoty Krzyż Zasługi

## Publikacje (wybór)
- Nieznana historia stacji odbiorczej TCR w Godzisku Mazowieckim : 95. rocznica powstania Polskiej Transatlantyckiej Centrali Radiotelegraficznej[5]